# Microsoft Live Labs Volta
Volta es un conjunto de herramientas de desarrollador experimental para la creación de aplicaciones web de varios niveles, desarrolladas en Microsoft Live Labs. Permite a los desarrolladores dividir su aplicación fácilmente en diferente cliente y servidor partes a lo largo de todo el ciclo de vida del desarrollo. Volta se integra con Microsoft Visual Studio y .NET Framework, soporte de AJAX, JSON y mucho más. Se extiende la plataforma .NET a software como un servicio (SaaS) con las aplicaciones, mediante el uso de bibliotecas existentes y familiares, idiomas, herramientas y técnicas.
El 8 de septiembre de 2008, Microsoft tomó la página del proyecto sin conexión, "mientras hacemos algunos cambios." A pesar de las garantías dadas en la página que "la tecnología será disponible pronto otra vez", no ha devuelto. Sin dejar de hacer el software no está disponible públicamente, Microsoft Research ha publicado un documento académico fechada el 18 de noviembre de 2008 sobre la base de un marco integrado totalmente en la parte superior de Volta.